# Unrein (Album)
Unrein ist das fünfte Studioalbum der deutschen Rockband Oomph! und wurde am 27. Februar 1998 vom Label Virgin Records veröffentlicht.

## Label
Unrein ist das erste Album, das vom Label Virgin veröffentlicht wurde. Grund für den Labelwechsel war nach eigenen Aussagen folgender:

„Virgin interessierte sich schon 1995 zur 'Defekt'-Tour für uns und wollte uns schon damals signen, aber leider entließ uns Modern Music nicht aus unserem Vertrag, obwohl man uns aus unserem Deal herauskaufen wollte […] Uns war allerdings klar, daß sich viele dieser Labels im Rammstein-Wahn befanden, und da kam ihnen wohl eine Band wie Oomph! gerade recht, die Rammstein laut deren eigener Aussage beeinflußt hat. Wir entschieden uns schließlich für die Firma, die uns aufgrund unserer Eigenständigkeit und autarken Arbeitsweise bereits 1995 signen wollte.“

## Hintergrund und Thematik
Alle Songtexte des Albums wurden vom Sänger Dero Goi geschrieben. Thematisch steht der Glaube und die Kirche im Mittelpunkt. Gitarrist Crap kritisierte in einem späteren Interview, dass „das komplette Album „Unrein“ nur um das Thema Kirche [geht]“.
Das Album wurde nach dem neunten gleichnamigen Track benannt. Die Bedeutung des Titels geht bereits aus dem Intro „Mutters Schoß“ hervor, das nur aus einem Satz besteht:

„Wir werden unrein geboren und vom ersten Augenblick an klebt an uns die Schuld, wie das Blut aus Mutters Schoß.“

Songwriter Dero definiert den Titel „Unrein“ wie folgt:

„Natürlich weist der Titel 'Unrein', wie auch die meisten meiner Texte, verschiedene Interpretationsebenen auf. Er ist aber zweifelsohne stets mit dem individuellen Moral- und Ethikverständnis eines jeden Menschen verbunden und ohne dieses gar nicht denkbar.“

Gesanglich greift Dero immer wieder auf den gutturalen Gesang zurück. Die Texte sind mehrheitlich auf Deutsch, allerdings ist der Refrain von „Unsere Rettung“ auf Latein und einige Lieder auf Englisch.

## Titelliste
1. Mutters Schoß – 1:12
2. Unsere Rettung – 5:04
3. Die Maske – 6:06
4. My Hell – 5:19
5. Gekreuzigt – 4:22
6. Zero Endorphine – 3:06
7. Willst du mein Leben entern? – 4:20
8. (Why I'll Never be) Clean Again – 5:28
9. Unrein – 5:51
10. Anniversary – 4:51
11. Foil – 4:31
12. Bastard – 6:51
13. Another Disease – 5:30
14. Meine Wunden – 7:15

## B-Sides
- This Time (auf „Unsere Rettung“-Single)
- Monolith (auf „Unsere Rettung“-Single)

## Chartplatzierungen
| ChartsChartplatzierungen | Höchstplatzierung | Wochen |
| ------------------------ | ----------------- | ------ |
| Deutschland (GfK)        | 37 (4 Wo.)        | 4      |
| Österreich (Ö3)          | 38 (2 Wo.)        | 2      |

## Gekreuzigt 2006
Aufgrund der positiven Resonanz von „Gekreuzigt“ auf Konzerten entschied sich die Band, den Titel neu aufzulegen und das Ganze, neben einem Cover von Frankie Goes to Hollywoods „The Power of Love“, als „Gekreuzigt 2006 / The Power Of Love“-Single zu veröffentlichen. Die neue Version ist textlich leicht abgeändert, instrumental mit neuen Effekten versehen und gesanglich weniger aggressiv vorgetragen.

„Gerade IHR, die Fans, habt mit Euren stets euphorischen Reaktionen bei den Konzerten „Gekreuzigt“ zu einem der größten Hits von OOMPH! gemacht. Da die Band diesen acht Jahre alten Klassiker im Laufe der Zeit kontinuierlich weiter entwickelt hat, wollte sie ihn nun gerne neu aufnehmen […] Das packende Update zeigt eindrucksvoll die Entwicklung, die Dero, Flux und Crap in den letzten Jahren vollzogen haben. Der Text, dessen metaphorische Sprache eine enorme Ausstrahlung besitzt, wurde erweitert und umstrukturiert. Auch an der instrumentalen Umsetzung und am Gesang hat sich einiges getan.“

Auch für die visuelle Gestaltung von „Gekreuzigt 2006“ ließen die Braunschweiger sich Einiges einfallen: Das Video wurde in einem Bordell gedreht.

## Wissenswertes
Die drei Samples, die auf My Hell, (Why I’ll never be) clean again und Meine Wunden verwendet werden, stammen aus den Filmen Carlito’s Way und God’s Army.